# Sueton
Gaius Suetonius Tranquillus (deutsch meist Sueton; * wohl um 70 in Hippo Regius; † nach 122) war ein römischer Schriftsteller und Verwaltungsbeamter.
Suetons bedeutendstes Werk sind die Kaiserviten (lateinisch De vita Caesarum libri VIII = Acht Bücher über das Leben der Kaiser), in denen er das Leben Caesars und der römischen Kaiser von Augustus bis Domitian schildert. Für die modernen Historiker liefert er mit seinen Schriften eine wertvolle Informationsquelle über das Leben römischer Gelehrter sowie der ersten römischen Kaiser, wenngleich seine Angaben teils mit Vorsicht zu behandeln sind, da Sueton vieles aus seinen Quellen allzu unkritisch übernahm.

### Antike, Mittelalter und Renaissance

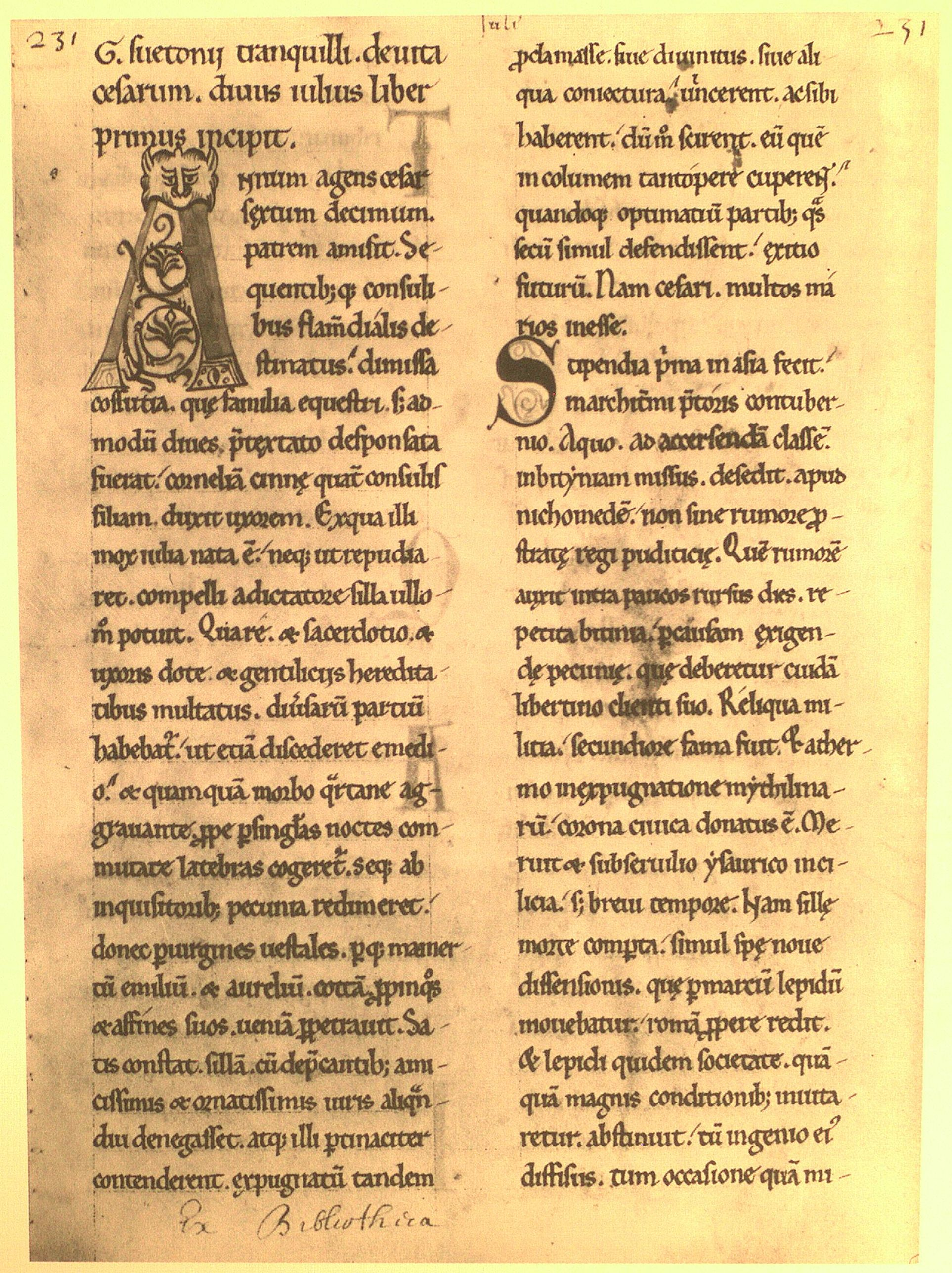
Der Anfang von De vita Caesarum in der Handschrift London, British Library, Egerton 3055, fol. 2r (spätes 12. Jahrhundert)

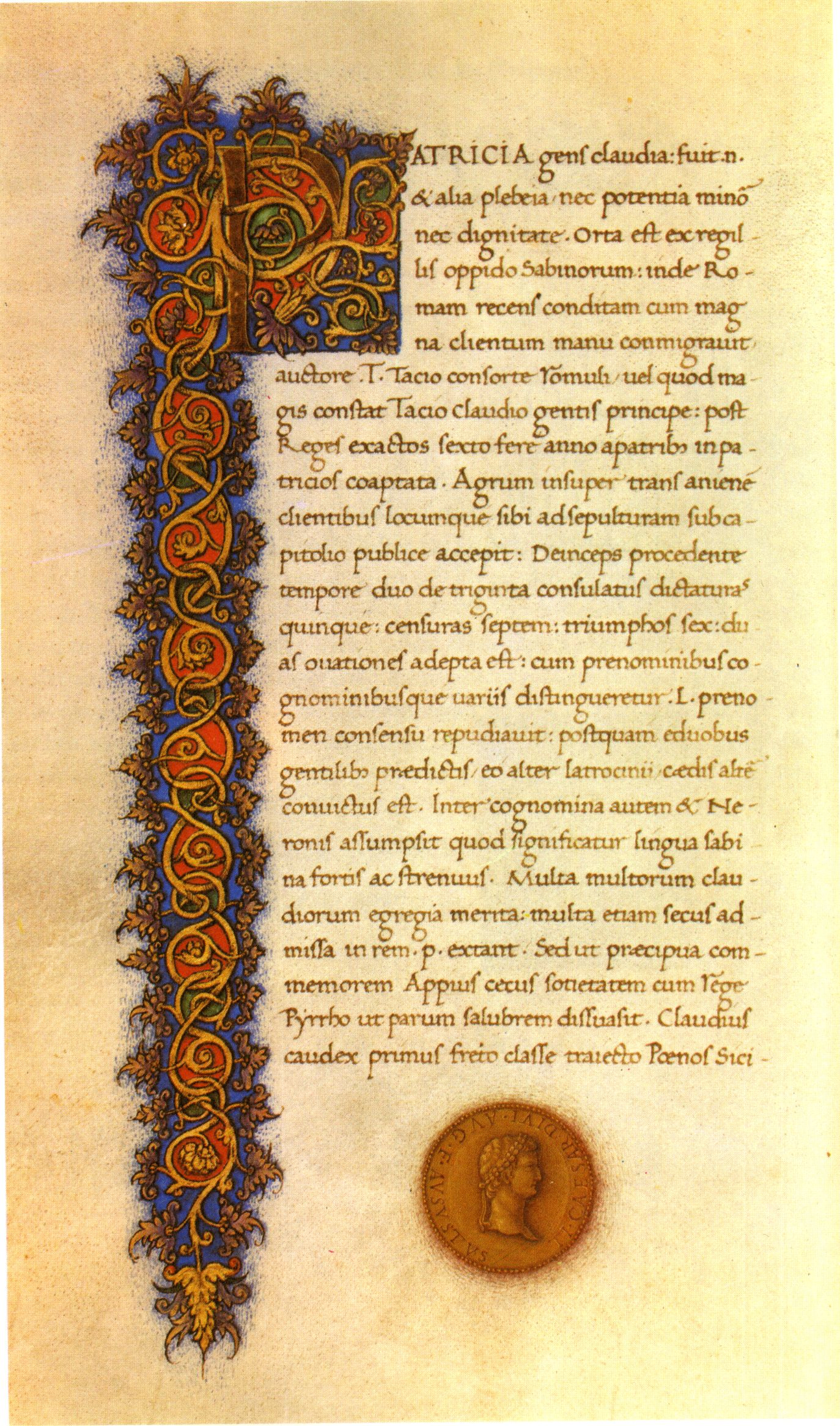
Sueton, De vita Caesarum in der 1477 geschriebenen Handschrift Berlin, Staatsbibliothek, Ms. lat. fol. 28, fol. 73v

## Leben